# Wybory parlamentarne we Francji w 2012 roku
Wybory parlamentarne we Francji w 2012 roku – pierwsza tura wyborów do Zgromadzenia Narodowego odbyła  się 10 czerwca, druga – 17 czerwca. Wybranych zostało 577 parlamentarzystów. Podczas XIV. kadencji Zgromadzenia Piątej Republiki (od 1958), władzę wykonawczą sprawuje prezydent François Hollande. Cykl prac parlamentarnych rozpoczął się 26 czerwca 2012 roku i potrwa pięć lat.

## Przebieg wyborów

### Pierwsza tura wyborów
Pierwsza tura wyborów potwierdziła przewagę socjalistów, po wygranych wyborach prezydenckich. Na listach zapisanych było 46 082 104 wyborców. Do urn udało się 26 369 126 osób (57,22% zapisanych), a głosy nieważne oddało 416 267 osób (1,58%).

### Druga tura wyborów
Druga tura wyborów potwierdziła tendencję pierwszej: wygrali zdecydowanie socjaliści. Na listach zapisanych było 43 234 000 wyborców. Do urn udało się 23 957 594 osób (55,41% zapisanych), a głosy nieważne oddało 928 411 osób (3,88% głosujących).
W obecnych wyborach, wiele mandatów otrzymały osoby oficjalnie bezpartyjne, albo pozbawione poparcia jednej z głównych partii. Divers Gauche, DGV, czyli "różni reprezentanci lewicy", to kandydaci, którzy nie należą do żadnej partii, ale identyfikują się z szeroko pojętą lewicą, lub są członkami bardzo niewielkich ugrupowań, lub też zostali wykluczeni z partii, do której należeli (analogicznie należy rozumieć skrót Divers Droite, DVD, "różni reprezentanci prawicy). Przypadek wykluczenia z partii ilustruje m.in. socjalista Olivier Falorni. Był on przez wiele lat działaczem lokalnym w La Rochelle, i stamtąd miał kandydować w wyborach 2012 roku. Władze Partii Socjalistycznej zdecydowały jednak, że oficjalnym kandydatem ugrupowania nie będzie on, ale Ségolène Royal; region ten jest tradycyjnie lewicowy, więc socjaliści chcieli w ten sposób zapewnić mandat Royal. Decyzja ta spowodowała żywe reakcje w La Rochelle, gdzie odrzucono tego rodzaju instrumentalizację okręgu wyborczego. Falorni zdecydował się na bycie kandydatem DVG, i został w ten sposób posłem z okręgu La Rochelle, wygrywając z Royal.

#### Front Narodowy w parlamencie
Dwuturowy system wyborczy ma we Francji na celu uniemożliwienie partiom reprezentującym skrajne postawy wejście do parlamentu. Rzekomą ofiarą tego systemu był przez lata Front Narodowy, który, mimo ok. 15% społecznego poparcia (które manifestowało się m.in. w wynikach wyborów prezydenckich), nie miał swoich przedstawicieli w sejmie. Jean-Marie Le Pen zasiadał tam jednokrotnie (1986-1988), z powodu zmiany ordynacji wyborczej wprowadzonej tymczasowo przez Mitterranda. W 1988 roku w parlamencie zasiadła Yann Piat z FN, opuściła ona jednak w międzyczasie swoją partię. W 1993 roku żaden poseł FN nie wszedł do parlamentu (w sytuacji wyjątkowej znalazła się jednak Marie-France Stirbois, ostatecznie wybrana w grudniu 1993). W 1997, wybrano Jean-Marie Le Chevalliera z FN, jego mandat został jednak unieważniony. Od tego czasu, FN nie miał swoich reprezentantów w parlamencie. Wybory parlamentarne w 2012 roku pozwoliły jednak na wejście do niższej izby parlamentu dwom przedstawicielom FN: Marion Maréchal-Le Pen i Gilbert Collard (Marine Le Pen przegrała w Hénin-Beaumont).

## Wyniki szczegółowe

Głosy w gminach

|  | Partia                                     | Głosy (1. tura) | Procent (1. tura) | Głosy (2. tura) | Procent (2. tura) | Mandaty                            |
|  | ------------------------------------------ | --------------- | ----------------- | --------------- | ----------------- | ---------------------------------- |
|  | Partia Socjalistyczna                      | 7 618 326       | 29,35%            | 9 420 889       | 40,91%            | 280                                |
|  | Divers Gauche (inni reprezentanci lewicy)  | 881 555         | 3,40%             | 709 395         | 3,08%             | 22                                 |
|  | Lewicowa Partia Radykalna                  | 428 898         | 1,65%             | 538 331         | 2,34%             | 12                                 |
|  | Europe-Écologie – Zieloni                  | 1 418 264       | 5,46%             | 829 036         | 3,60%             | 17                                 |
|  | Większość prezydencka                      | 10 346 535      | 39,86%            | 11 497 075      | 49,93%            | 331                                |
|  | Unia na rzecz Ruchu Ludowego               | 7 037 268       | 27,12%            | 8 740 658       | 37,95%            | 194                                |
|  | Divers Droite (inni reprezentanci prawicy) | 910 034         | 3,51%             | 417 935         | 1,82%             | 15                                 |
|  | Nowe Centrum                               | 569 897         | 2,20%             | 568 319         | 2,47%             | 12                                 |
|  | Sojusz Centrowy                            | 156 026         | 0,60%             | 123 132         | 0,54%             | 2                                  |
|  | Partia Radykalna                           | 321 124         | 1,24%             | 311 199         | 1,35%             | 6                                  |
|  | Prawica parlamentarna                      | 8 994 833       | 34,67%            | 10 161 611      | 44,13%            | 229                                |
|  | Front Lewicy                               | 1 793 192       | 6,91%             | 249 468         | 1,08%             | 10                                 |
|  | Skrajna lewica LO i NPA                    | 253 386         | 0,98%             | -               | -                 | -                                  |
|  | Ruch Demokratyczny                         | 458 098         | 1,77%             | 113 196         | 0,49%             | 2                                  |
|  | Partie regionalne                          | 145 809         | 0,56%             | 135 297         | 0,59%             | 2                                  |
|  | Zieloni – inne ugrupowania                 | 249 205         | 0,96%             | -               | -                 | -                                  |
|  | Front Narodowy                             | 3 528 663       | 13,60%            | 842 695         | 3,66%             | 2                                  |
|  | Skrajna prawica                            | 49 499          | 0,19%             | 29 738          | 0,13              | 1                                  |
|  | Inne                                       | 133 752         | 0,52%             | -               | -                 | -                                  |
|  | Razem                                      | 25 952 859      | 100%              | 23 029 288      | 100%              | 577                                |
|  | Frekwencja                                 | Frekwencja      | Frekwencja        | Frekwencja      | Frekwencja        | 57,22% (1. tura), 55,41% (2. tura) |